# Sporobolomyces tsugae
Sporobolomyces tsugae är en svampart som först beskrevs av Phaff & Carmo Souza, och fick sitt nu gällande namn av Nakase & Itoh 1988. Sporobolomyces tsugae ingår i släktet Sporobolomyces, ordningen Sporidiobolales, klassen Microbotryomycetes, divisionen basidiesvampar och riket svampar.   Inga underarter finns listade i Catalogue of Life.